# Marcial Álvarez
Marcial Álvarez (Madrid, 13 de marzo de 1966) es un actor español.

## Biografía
Con 16 años comienza su andadura en el teatro, concretamente en Madrid, con la obra El maestro. En 1985 dirige La rosa de papel, de Valle-Inclán; y ese mismo año vuelve a dirigir con Escorial junto con Daniel G. Pulido. 
Muchas son las obras en las que interviene en estos primeros años: La malquerida, La gallarda, El caballero de Olmedo, El sueño de una noche de verano, y La bella Aurora, entre otras.
En 1997 aparece por primera vez en televisión en la serie de Antena 3 Los ladrones van a la oficina. Durante los siguientes años, participa con pequeños papeles en distintas series como Hermanas y Médico de familia.
El éxito televisivo le llega con El comisario en 1999. El personaje del subinspector Jorge San Juan "Pope" cala en el público durante doce temporadas; ampliando sus intervenciones en otras series de la cadena Tele 5: Hospital Central y Al salir de clase.
También hace un par de incursiones en el cine. De la mano de Antonio Molero, trabaja en el cortometraje Post-coitum. Ese mismo año interviene en el largometraje Mi dulce, de Jesús Mora (año 2002).
Durante los diez años que dura El comisario, Marcial continúa trabajando en teatro: Un paseo romántico, Baraka!, El club de la corbata y Don Juan Tenorio, entre otras.
Tras el final de la serie El comisario (2009), Marcial Álvarez sigue trabajando en distintos montajes teatrales: El hombre que quiso ser rey (Teatro María Guerrero, Madrid), La rosa de papel (Teatro Valle Inclán, Madrid) y Los gemelos de Plauto realizada en varias localizaciones como en la 55.ª edición del Festival de Teatro Clásico de Mérida y Sagunt a escena, con gran éxito de crítica y público.
Desde 2016 ejerce como profesor de la asignatura Nuevas Tecnologías de los Medios Audiovisuales en la Facultad de Comunicación de la Universidad de Sevilla.
En 2020 se incorpora a Acacias 38, interpretando a "Don Marcos Bacigalupe"

## Trayectoria

### Cine
- Fase Terminal (2010) de Marta Génova (cortometraje).
- Mi dulce (2002) de Jesús Mora.
- Post coitum (2002) de Antonio Molero (cortometraje).

### Teatro
- El maestro (1982), dirigido por Fernando Rincón.
- Tres sombreros de copa  (1983) de Miguel Mihura, dirigido por Fernando Rincón.
- La rosa de papel (1985) de Ramón María del Valle-Inclan, dirigido por Marcial Álvarez.
- Escorial (1985) de Michel de Ghelderode, dirigido por Marcial Álvarez y Daniel G. Pulido.
- Amor de don Perlimplín con Belisa en su jardín (1987) de Federico García Lorca, dirigido por Juan Carlos Pérez de la Fuente.
- Historias de fotomatón (1987), dirigido por Juan Carlos Pérez de la Fuente.
- La malquerida (1988) de Jacinto Benavente, dirigido por Miguel Narros.
- El caballero de Olmedo (1990), de Lope de Vega.
- Antígona (1990) de Sófocles, dirigido por Pablo Calvo.
- Historia del zoo (1990) de Edward Albee, dirigido por Pablo Calvo.
- La gallarda (1992) de Rafael Alberti, dirigido por Miguel Narros.
- El caballero de Olmedo (1993) de Lope de Vega, dirigido por Miguel Narros.
- Hiel (1993) de Yolanda Pallín, dirigido por Eduardo Vasco.
- Dar tiempo al tiempo (1994) de Calderón de la Barca, dirigido por Eduardo Vasco.
- La bella Aurora (1995) de Lope de Vega, dirigido por Eduardo Vasco.
- El sueño de una noche de verano (1996) de William Shakespeare, dirigido por Denis Rafter.
- Esopo (1996), dirigido por Vicente Rodado.
- El público (1997) de Federico García Lorca, dirigido por Francisco Ortuño.
- La dama boba (1997) de Lope de Vega, dirigido por Laila Ripoll.
- Lista negra (1997) de Yolanda Pallín, dirigido por Eduardo Vasco.
- Salvajes (1998) de José Luis Alonso de Santos, dirigido por Gerardo Malla.
- El castigo sin venganza (2000) de Lope de Vega, dirigido por Eduardo Vasco.
- Paseo romántico (2000) de varios autores, dirigido por Laila Ripoll.
- Don Juan Tenorio (2004) de José Zorrilla, dirigido por Natalia Menéndez.
- El club de la corbata (2004) de Fabrice Roger-Lacan, dirigido por Pep Antón Gómez.
- El castigo sin venganza (2005), de Lope de Vega.
- Don Juan Tenorio (2007) de José Zorrilla, dirigido por Natalia Menéndez.
- Baraka! (2006) de Maria Goos, dirigido por Josep Mª Mestres.
- Don Juan Tenorio (2008) de José Zorrilla, dirigido por Tamzin Townsend.
- El hombre que quiso ser rey (2008) de Ignacio García May, dirigido por Ignacio García May.
- La rosa de papel (Avaricia, lujuria y muerte) (2009) de Ramón María del Valle-Inclán, dirigido por Salva Bolta - C.D.N.
- Los gemelos (2009) de Plauto, dirigido por Tamzin Townsend.
- Yerma (2012-2013), de Federico García Lorca, dirigido por Miguel Narros.
- El cojo de Inishmaan (2013-2014), de Martin McDonagh, dirigido por Gerardo Vera
- Pluto (2014), de Aristófanes, dirigido por Magüi Mira
- César y Cleopatra (2015), de Emilio Hernández, dirigido por Magüi Mira
- El curioso incidente del perro a medianoche (2018), basada en la novela de Mark Haddon y adaptada al teatro por Simon Stephens, dirigido por José Luis Arellano García

### Televisión
| Año         | Título                        | Personaje                   |
| ----------- | ----------------------------- | --------------------------- |
| 1995        | Los ladrones van a la oficina |                             |
| 1997        | Médico de familia             |                             |
| 1998        | Hermanas                      | Chema                       |
| 1999 - 2009 | El comisario                  | Jorge San Juan "Pope"       |
| 2000        | Hospital Central              | Jorge San Juan "Pope"       |
| 2000        | Al salir de clase             | Jorge San Juan "Pope"       |
| 2010        | Las chicas de oro             | Francisco Malmierca         |
| 2011        | Los misterios de Laura        | Jesús Aguirre               |
| 2011 - 2013 | Bandolera                     | Marcial Buendía "El Galeno" |
| 2014 - 2015 | El secreto de Puente Viejo    | Silverio                    |
| 2015        | Rabia                         | Pedro Vilches               |
| 2016        | Bajo sospecha                 | Ginés Guerrero              |
| 2016        | Olmos y Robles                | César Gutiérrez             |
| 2017        | Servir y proteger             | Joaquín Castillo            |
| 2018        | La víctima número 8           | Juan Echevarría "Eche"      |
| 2019        | Los nuestros 2                | Miguel                      |
| 2020        | Las chicas del cable          | Teniente coronel Ríos       |
| 2020 - 2021 | Acacias 38                    | Marcos Bacigalupe           |

## Premios y nominaciones

### Premios de la Unión de Actores
| Año  | Categoría                                     | Obra         | Resultado |
| ---- | --------------------------------------------- | ------------ | --------- |
| 1999 | Mejor interpretación secundaria de televisión | El comisario | Candidato |